# Horace Antoine Fonville
Pour les articles homonymes, voir Fonville.
 (juillet 2013).
Si vous disposez d'ouvrages ou d'articles de référence ou si vous connaissez des sites web de qualité traitant du thème abordé ici, merci de compléter l'article en donnant les références utiles à sa vérifiabilité et en les liant à la section « Notes et références ».
Horace Antoine Fonville, dit « Fonville fils », né à Lyon le 9 mars 1832 et mort le 16 octobre 1914 à Montagnat (Ain), est un peintre paysagiste et aquafortiste français.

## Biographie
Horace Antoine Fonville naît à Lyon le 9 mars 1832.
Il est l'élève de son père le peintre Nicolas Victor Fonville, puis d’Adolphe Appian à l’École nationale des beaux-arts de Lyon de 1847 à 1848.
Il séjourne en 1867 à Aix-les-Bains, où il peint des panneaux décoratifs pour divers établissements de la ville et où il participe à des expositions.
Établi à Paris en 1867, il quitte la capitale en 1870 pour aller avec sa femme et ses quatre enfants à Montréal-la-Cluse où le comte Louis Archambaud de Douglas l’accueille.
De 1873 à 1875, il est professeur à l’école municipale d’Oyonnax puis professeur de dessin à l’école normale de garçons et au lycée Lalande.
Il expose à Lyon en 1853-1854 et à Paris en 1869, des paysages à l’huile et au fusain, parmi lesquels, Chemin dans les montagnes du Haut-Bugey, acquis en 1874 par l'État français pour le musée du Luxembourg à Paris, et déposé ensuite au musée des beaux-arts de Besançon.
Professeur de dessin à Bourg-en-Bresse de 1875 à 1881, Horace Fonville participe à la vie culturelle locale comme en témoigne sa lettre du 25 février 1878 , adressée aux membres du conseil municipal de Bourg pour le transfert au musée Lorin et son album de quarante planches De-ci de-là dans Bourg-en-Bresse, réalisé en 1880-1881.
Le 11 et 12 décembre 1876, Horace Fonville vend aux enchères quinze eaux-fortes et soixante-cinq tableaux pour acheter une maison. Son ami Joséphin Soulary, poète lyonnais, l’encourage à effectuer cette vente importante et lui adresse une lettre  dans laquelle il détaille ses divers tableaux.
De 1881 à 1895, il enseigne le dessin au lycée Ampère à Lyon.
En 1904, il participe à la fondation de la « Société des artistes de l'Ain » aux côtés d'Alfred Chanut, de Léon Dallemagne et de Johannès Son.
Horace Fonville prend sa retraite à Montagnat, où il peint jusqu’à sa mort dans son atelier situé au premier étage de sa Villa des Bouleaux.

## Expositions
- Salon de Lyon de 1860.
- Salon de Paris de 1864.
- Médaille à l'exposition d'Annecy de 1865.
- Salon de Paris de 1874, Chemin dans les Montagnes du Haut-Bugey, acheté par l'État français.
- Salon de Lyon de 1896, Un soir dans les Carrières des Cize-Bolozon (no 285).
- Salon de Lyon de 1904, Au Mathy-Montagnat (no 589).
- Salon de Lyon de 1905, Après le brouillard du matin, Montagnat (no 196), Soir, communaux de Bévonas (no 197).
- Salon de Lyon de 1906, Caresse de décembre à Rillieux, Ain (no 216), Lever de brouillard à Balanod, Jura (no 217).

## Musées
- Musée des beaux-arts de Lyon
- Musée des beaux-arts de Besançon
- Musée de Brou, Bourg-en-Bresse
- Musée Paul-Dini, Villefranche-sur-Saône

## Œuvres
- De-ci de-là dans Bourg-en-Bresse , 1880-1881